# Melanitis erichsonia
Melanitis erichsonia är en fjärilsart som beskrevs av Felder 1863. Melanitis erichsonia ingår i släktet Melanitis och familjen praktfjärilar. Inga underarter finns listade i Catalogue of Life.